# I Don't Wanna Leave
I Don't Wanna Leave  (Eu Não Quero Deixar) é uma canção interpretada por Lidia Kopania, que foi eleita pela Polónia para representar o país no Festival Eurovisão da Canção 2009. Participando na 2ª Semi-Final, esta música não conseguiu o apuramento para a Grande Final do Festival. Foi composta por Alexander Geringas,  Bernd Klimpel, Rike Boomgaarden e Dee Adam.